# Radyo ODTÜ
Radyo ODTÜ är en turkisk radiostation som sänder från Ankara. Radion är en radiostation som sänder inom genrerna indierock, poprock, glamrock, indiepop, elektropop, electro swing, popmusik och countrymusik. Den sänds på turkiska. Den började sändas den 31 januari 1995. Den sänder på frekvensen 103,1 i Ankara och norra Cypern. Radiostationens namn kommer från en gata i Ankara.